# Voces en función
Voces en función fue el primer programa musical, realizado en Puerto Rico, que simultáneamente transcurría como un concurso de nuevos y jóvenes cantantes. Se transmitía por WIPR-TV, canal 6 de San Juan, Puerto Rico, y por WIPR-TV, canal 3 de Mayagüez, Puerto Rico, que en esos tiempos se conocían como TV 6 y TV 3. Desde la época de Rafael Quiñones Vidal, con su legendario programa de nuevos talentos, Tribuna del Arte, en los 1960s por Telemundo, canal 2, no existía un programa de este género, hasta que se inició Voces en Función en el año 1995.
Se transmitía una vez a la semana en el espacio de una hora. Su concepto fue creado por el versátil artista puertorriqueño: Lou Briel, que a la vez lo produjo artísticamente, fue su presentador y figura principal del mismo. Se grababa desde el Teatro Yaguez, en la ciudad de Mayagüez, con público en vivo, y bajo la dirección del experimentado director Berty Acevedo, en su origen, y luego por la directora Sandra de León. 
El formato del programa constaba de la presentación de jóvenes cantantes, que concursaban para lograr el sueño de convertirse en famosos, una producción de apertura con el elenco, acompañados por un ballet pop, creación del coreógrafo y bailarín puertorriqueño, Marcelino Alcalá, intervenciones semanales de cantantes de cartel como artistas invitados, tales como: Rey Ruiz, Millie Corretjer, Melina León, Huey Dunbar(DLG), Nydia Caro, Lucecita Benitez, Lunna, Dagmar, Chucho Avellanet, Danny Rivera y Carmita Jiménez, entre muchos más. También contenía una sección de bohemia en la cual Lou Briel interpretaba clásicos del cancionero romántico popular, acompañado por un guitarrista no-vidente de Añasco, Puerto Rico, llamado Roberto Rivera.
Voces en Función se transmitía a la vez por la red Internet, al mundo entero. Este formato, posteriormente sirvió de inspiración, al filo de su desaparición de la pantalla, a varios concursos televisivos de nuevos talentos del siglo XXI, tales como Operación Triunfo en España y Objetivo Fama en Puerto Rico. La inclusión del género, reality show, en los mismos, marcó la diferencia. 
Las galas, del programa, se denominaban como Festi-Voces. Estos eventos se realizaban al final de cada serie de 13 semanas del programa en donde se disputaban el primer premio, 10 finalistas escogidos por un jurado compuesto por conocedores y celebridades, tales como Lunna, Jorge Inserni, Carlos Fontané,  José Ángel Villalobos  y José Juan Tañón, entre otros.
Varios cantantes jóvenes hicieron su debut en Voces en Función, tales como: Noelia, Yaire, Victoria Sanabria, Tito Auger con Fiel a la Vega y Jackqueline Capó, entre muchos otros. Este programa también marcó el regreso a la televisión de otros artistas locales de cartel, hasta ese momento retirados involuntariamente, como por ejemplo: Awilda la Mimosa, Oscar Solo, Zeny & Zory, Lucy Fabery, Sonia Noemí, Johnathan Dwayne con Words For Two, Mary Pacheco, Hugo Leonel Vaccaro, Anexo 3, y Santitos Colón, entre otros.
Voces en Función, fue retirado del aire en el año 2001 sorpresivamente. No se dio explicación para esa acción.
- Datos: Q7939253